# Fignières
Fignières é uma comuna francesa na região administrativa de Altos da França, no departamento de Somme. Estende-se por uma área de 6,6 km². Em 2010 a comuna tinha 156 habitantes (densidade: 23,6 hab./km²).